# Folsomia agrelli
Folsomia agrelli är en urinsektsart som beskrevs av Hermann Gisin 1944. Folsomia agrelli ingår i släktet Folsomia, och familjen Isotomidae. Arten är reproducerande i Sverige.